# Cophopoda
Cophopoda là một chi bướm đêm thuộc họ Geometridae.